# 三家子镇
三家子镇，是中华人民共和国辽宁省鞍山市岫岩满族自治县下辖的一个乡镇级行政单位。

## 行政区划
三家子镇下辖以下地区：
岳山村、房身村、高家堡村、许家堡村、东广峪村、刘家隈子村、山嘴村、三家子村、华山村和安乐屯村。